# Nebet Tepe
Nebet Tepe es una de las colinas de Plovdiv, Bulgaria, donde comenzó a fundarse la ciudad. Los primeros asentamientos de Nebet Tepe datan del 4.000 a. C., posteriormente fue ocupado por los tracios, expandido por Filipo II de Macedonia y el Imperio romano. Nebet Tepe se convirtió en la ciudadela y acrópolis de la urbe a medida que esta iba creciendo. Se conservan restos de la muralla de la ciudad, torres y un postigo del reinado del emperador bizantino Justiniano que lleva hasta el río Maritsa. Actualmente el complejo arqueológico es uno de los lugares más turísticos de Plovdiv y de gran significado cultural.

## Nombre
La palabra «nebet» proviene de la palabra turca nevbet, que significa guardia, y tepe, que significa colina, por lo tanto, «la colina de los guardias». Se cree que en tiempos antiguos existiría una pequeña fortificación que protegería la ciudad en la cima de la colina. También ha recibido otros nombres como «la colina de Museo», asociada al tracio Museo que fue el mejor alumno de Orfeo.

## Arqueología
Se han hallado restos de antiguas murallas, torres y otros edificios antiguos durante las excavaciones en Nebet Tepe. La parte más antigua de las murallas data del siglo IV a. C. y fue construida con grandes bloques de sienita finamente pulidos y sin uso de morteros, típico de las construcciones ciclópeas. Los restos de un muro occidental con una torre cuadrangular y su entrada evidencian un periodo helenístico donde la ciudad antigua se expandió y Nebet Tepe se convirtió en la acrópolis de la ciudad. Asimismo, se encuentran sillares de otras construcciones más tardías.
Una de las excavaciones más relevantes fue el hallazgo de un postigo único con escalera de época romana, un túnel secreto en la roca bajo el muro septentrional que fue construido en el siglo VI durante el gobierno del emperador bizantino Justiniano. Algunos historiadores indican que el apóstol Pablo visitó este túnel. Se cree que el postigo dirigía hasta la orilla del río Maritsa.
La colina también albergaba cisternas para guardar el agua que suministraba a la ciudad. Se ha hallado una cisterna rectangular con un volumen de 350 metros cúbicos en la parte meridional de Nebet Tepe. Fue construido con capas alternativas de sillares y ladrillos mientras que los muros internos y el pavimento fueron revestidos con material impermeables.
Las excavaciones en 2016 han descubierto un muro de un bastión romano del siglo I.

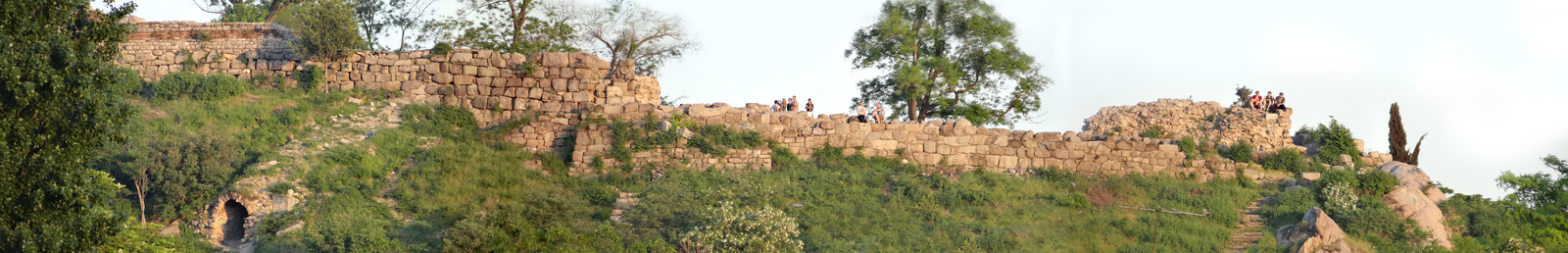
Murallas septentrionales con el postigo a la izquierda.